# Turizem na Hrvaškem
Hrvaško je leta 2018 obiskalo 19,7 milijona turističnih obiskovalcev, ki so šteli 110 milijonov prenočitev.
Turizem na Hrvaškem je skoncentriran na območjih vzdolž jadranske obale in je močno sezonski, vrhunec doseže julija in avgusta.
Osem območij v državi je bilo imenovanih za narodne parke, pokrajina na teh območjih pa je dodatno zaščitena. Trenutno je na Hrvaškem deset območij na Unescovem seznamu svetovne dediščine in 15 območij na okvirnem seznamu.

## Galerija znamenitih turističnih krajev
- Dubrovnik
- Rovinj
- Opatija
- Otok Pag
- Mesto Trogir
- Otočje Mljet
- Polotok Korčula
- Starorimski zid v Puli
- Mednarodni park Paklenica
- Slapovi mednarodnega parka Krka.
- Klet Dioklecijanove palače.
- Narodni park Plitviška jezera
- Cerkvena katedrala Sibenik